# Hércules de Alicante Club de Fútbol "B"
El Hércules de Alicante Club de Fútbol "B" o Futura Hércules es el equipo filial del Hércules de Alicante CF. Es un equipo de fútbol español de la ciudad de Alicante en la provincia de Alicante. Fue fundado en 1996 y compite en la Lliga Comunitat, primera categoría del fútbol regional valenciano. 

## Historia
El primer filial del Hércules de Alicante CF fue el Alicante CF. La primera época de filialidad del Alicante CF data de los años 60, con una duración de 8 años consecutivos, desde la temporada 1961/62 hasta la 1968/69. Durante esas 8 temporadas el conjunto herculano permaneció en la Regional Preferente de la Comunidad Valenciana, hasta el descenso a Primera Regional de la Comunidad Valenciana en la 1967/68.

### Hércules Atlético
En 1974 nació el Hércules Atlético, filial que surgió de la propia estructura del club. Su presidente fue Gregorio García. El surgimiento del Hércules Atlético coincide con la inauguración del Estadio José Rico Pérez, así pues, el primer equipo se trasladó del Campo de La Viña al Rico Pérez, mientras que el filial jugó en La Viña durante varias temporadas. En su primera temporada (1974/75), el Hércules Atlético asciende a Primera Regional con mucha solvencia. Posteriormente, en la campaña 1975/76 se consiguió al ascenso a Regional Preferente, categoría que mantuvo hasta la conclusión de la 1980/81 en la que el club herculano decide desaparecer el filial tras recortar gastos. Sin embargo, en la temporada siguiente, el club apadrinaría al balonmano de élite con el Hércules-Calpisa.

### Hércules Promesas y acuerdos de filialidad
Tras un intervalo de años sin filial, se volvió a federar uno, esta vez bajo el nombre de Hércules Promesas. Sus actuaciones transcurrieron básicamente en la Regional Preferente, sin realizar ningún logro reseñable, hasta que se volvió a dejar morir por parte del club. Posteriormente se acordaron varios acuerdos de filialidad con distintos clubes: de nuevo con el Alicante CF durante dos temporadas en Tercera División; posteriormente con el Mutxamel CF donde el club consiguió el ascenso a Tercera División entrenado por José Antonio Carcelén y subieron al primer equipo canteranos como José Vicente Lledó, Palomino, Ismael Arroyo o Alejandro Varela; y más tarde el CD Español de San Vicente en Tercera División donde surgieron jugadores como Carmelo Manresa o Raúl Ivars. También el Hércules llegó ser el filial de un equipo de la provincia de Alicante el Callosa Deportiva Club de Fútbol.

### Hércules B y actualidad
Tras el ascenso del Hércules a Primera División en la temporada 1995/96, se concluyó el acuerdo con el CD Español de San Vicente y se creó el Hércules CF B que comenzó en la temporada 1996/97 en Segunda Regional. Tras dos ascensos consecutivos, el equipo se plantó en la Regional Preferente en la 1998/99. Tras varios años en Preferente de la mano de entrenadores de la casa como Humberto de la Cruz Núñez, Teo Rastrojo o Josip Višnjić, fue con el serbio cuando se confeccionó un bloque importante de jugadores y que realizó una gran temporada 2002/03 en Preferente, donde se proclamó campeón. Aunque en la promoción de ascenso falló contra el Villarreal CF B, el equipo ascendió igualmente. El Hércules por fin tenía un filial propio en Tercera División, alegría que duró una sola temporada, tras su descenso en la siguiente temporada con el filial dejado de la mano de dios y con impagos a los jugadores.  En julio de 2011 el club ficha a Vicente Borge González, exjugador del Hércules, el cual estuvo hasta 2013. En julio de ese año se fichó como nuevo entrenador al también exjugador del Hércules José Vicente Lledó. Actualmente en 2023, el Hércules B se encuentra colista en el grupo VI de Tercera Federación.

## Datos del club
- Temporadas en Tercera División: 1
- Temporadas en Tercera División RFEF: 1
- Temporadas en Regional Preferente: 8
- Temporadas en Primera Regional: 1
- Temporadas en Segunda Regional: 1

## Entrenadores
- 1999-2000: Teodoro Rastrojo Méndez
- 2000-2001: Josip Višnjić, Teodoro Rastrojo Méndez
- 2001-2002: David de la Hera Baños
- 2001-2002: Josip Višnjić
- 2002-2003: Josip Višnjić, Enrique Medina Gutiérrez
- 2003-2004: Pedro Valdominos Horche
- 2004-2005: Juan Sanchís Molina
- 2005-2006: Segundo Agustín Amorós Navarro
- 2006-2007: Segundo Agustín Amorós Navarro
- 2007-2008: Segundo Agustín Amorós Navarro, Adolfo José Troisi Couto, "Charles"
- 2008-2009: Adolfo José Troisi Couto, "Charles", Ángel Linares García
- 2009-2010: Ángel Linares García
- 2010-2011: Fernando García Sanjuán
- 2011-2012: Vicente Borge
- 2012-2013: Vicente Borge
- 2013-2014: José Vicente Lledó
- 2014-2015: Carlos Luque
- 2015-2016: Gaspar Campillo
- 2017-2020: Antonio Moreno
- 2020-2020:Carlos de las Cuevas
- 2020-2023: Antonio Moreno
- 2023 - Act:Josip Višnjić

## Palmarés
- Regional Preferente (1): 2002/03.